# Цюлике, Лутц
Отто Вильгельм Лутц Цюлике (родился 2 октября 1936 года в Биттерфельде) — немецкий химик-теоретик.

## Жизнь и работа
После изучения физики в Лейпцигском университете он работал с 1960 по 1962 год в качестве научного сотрудника в теоретической химии исследовательской группы в Академии наук в Лейпциге с Бернхардом Кокелем, который также читает лекции по своей диссертации, с помощью которого он получил свою докторскую степень в Университете Лейпцига в 1965 году. В 1962 году Цюлике перешел в Институт физической химии Академии наук в Берлине, где он стал руководителем рабочей группы в 1972 году (кафедра теоретической химии). В 1974 г. окончил Берлинский университет имени Гумбольдта. В своей докторской диссертации он исследовал применение теоремы Геллмана-Фейнмана в квантовой химии. В 1976 и 1977 годах он был приглашенным ученым в Институте химической физики в Академии наук СССР в Москве. В 1977 году он стал доцентом в Лейпцигском университете, а в 1978 году стал профессором Академии наук ГДР. В 1986 году Ангела Меркель защитила у него докторскую степень. В 1990—1991 годах Цюлике был управляющим директором Центрального института физической химии Академии наук. В 1993 году он стал профессором Института химии Потсдамского университета. Сейчас он — на пенсии.
В 1975 году он был удостоен премии Фридриха Вёлера (с Гансом-Иоахимом Тимпе). В 1980 г. получил совместную премию (категория I) Академии наук ГДР и Чехословацкой академии наук, в 1987 г. — медаль Вант-Хоффа Академии наук ГДР. С 1990 по 1992 год он был членом-корреспондентом Академии наук ГДР.
Его области исследований — теоретическая химия, молекулярная структура и динамика.

## Труды
- Лутц Цюлике: О строгом расчете из первых принципов молекулярных многоэлектронных систем. Исследование электронной структуры молекулы воды. Диссертация, Лейпциг, 1965 г.
- Лутц Цюлике: соотношения Геллмана -Фейнмана и их приложения в квантовой химии. Докторская диссертация, Берлин, 1974 г.
- Лутц Цюлике и Евгений Е. Никитин : Избранные темы теории элементарных химических процессов. Спрингер, Берлин [ua] 1978, ISBN 3-540-08768-0
- Лутц Цюлике и Евгений Е. Никитин : Теория элементарных химических процессов. Akademie-Verlag, Берлин, 1985; Vieweg, Брауншвейг и Висбаден 1985, ISBN 3-528-06869-8
- Лутц Цюлике: квантовая химия. Курс.
- Том 1: Основы и общие методы. Deutscher Verlag der Wissenschaften, Берлин, 1973; Hüthig, Heidelberg 1978, ISBN 3-7785-0501-7
- Том 2: Атомная структура, химическая связь и молекулярные взаимодействия. Deutscher Verlag der Wissenschaften, Берлин, 1985 год; Hüthig, Heidelberg 1985, ISBN 3-7785-0538-6
- Лутц Цюлике: молекулярная теоретическая химия. Введение. Springer Spectrum, Висбаден [2015], ISBN 978-3-658-00488-0